# 卢奋燕
卢奋燕（1942年1月9日—），原名卢金燕，女，广东晋宁人，泰国归侨，中华人民共和国政治人物，曾任天津市妇女联合会主任，中国国际旅行社集团董事长。中国旅游协会名誉会员。

## 生平
1942年1月9日生于泰国。原籍广东省晋宁县。原名卢金燕，后因立志做一只高尔基笔下不畏闪电雷鸣的海燕，从此改名卢奋燕。
14岁时只身回到祖国。1957年至1961年，就读于河北省石家庄市河北师范大学附属中学。1961年至1965年，就读于河北师范大学生物系。1965年至1969年，在天津市第四十中学任教。1969年至1983年，历任天津市河东区中山门第三中学教师、副校长。1980年，卢奋燕和全家一起出国探亲，国外的亲属劝她在泰国或香港就业，但她谢绝了这些邀请。1980年8月加入中国共产党。1980年至1982年，连续三年被评为天津市劳动模范。1982年被评为河东区先进工作者、天津市和全国“五讲四美”为人师表先进个人。1983年至1986年，任天津市妇女联合会主任。
1986年调至天津市旅游局工作。1990年代任中国国际旅行社总社总经理、中国国际旅行社集团董事长。
2003年9月，因挪用公款、贪污受贿、玩忽职守等罪名被江苏省宿迁市中级人民法院判处无期徒刑。在江苏省南京女子监狱服刑，后获减刑。出狱后赴泰国。